# Luis Manresa Formosa
Luis Manresa Formosa, S.J. (8 de abril de 1915, Ciudad de Guatemala - 25 de diciembre de 2010, Quetzaltenango, Guatemala) fue un sacerdote jesuita, obispo de la Iglesia católica y rector universitario guatemalteco.

## Vida y obra
Luis Manresa Formosa se ordenó sacerdote de la Compañía de Jesús el 29 de julio de 1948 en Barcelona.  En 1955 el Papa Pio XII lo nombró obispo de la diócesis de Quetzaltenango en Guatemala, siendo consagrado el 6 de enero de 1956 por Monseñor Gennaro Verolino, a la sazón Nuncio Apostólico para Guatemala y El Salvador. 
Entre 1962 y 1965 Monseñor Luis Manresa Formosa participó como padre conciliar en las cuatro sesiones del Segundo Concilio Vaticano. También fue vicepresidente de  CELAM y, de 1972 a 1979, segundo vicepresidente del Consejo Latinoamericano de Obispos. Fue Obispo de Quetzaltenango hasta retirarse el 30 de mayo de 1979, cuando el Papa Juan Pablo II aceptó su petición y le concedió el retiro. 
En 1981 fue nombrado Rector de la Universidad Rafael Landívar en la Ciudad de Guatemala. Durante su gestión de once años, hasta 1992, se fundaron importantes unidades de docencia e investigación en esa casa de estudios, como entre otras la Facultad de Teología, los Departamentos de Trabajo Social, Asuntos Estudiantiles y Asuntos Culturales, la Sede Regional de Escuintla y los Institutos de Lingüística y Musicología, así como el Instituto del Ambiente y Recursos Naturales IARNA. Fue sucedido como rector por el jurista Gabriel Medrano Valenzuela.
Como reconocimiento a su liderazgo y a la trascendencia de su labor como rector, el Consejo Directivo de la Universidad Rafael Landívar le concedió la dignidad de doctor honoris causa. Otro homenaje importante que le rindió la Universidad consistió en poner su nombre al Instituto de Musicología. A partir del 21 de junio de 2007 esa unidad de investigación cultural, estructurada en 1990 por el Prof. Dr. Dieter Lehnhoff a instancias de Monseñor Manresa, lleva el nombre de Instituto de Musicología «Monseñor Luis Manresa Formosa, S.J.».
Monseñor Manresa pasó sus últimos años retirado en el Convento de Belén de la Antigua Guatemala y en la Iglesia de La Merced en la Ciudad de Guatemala. Falleció el Día de Navidad, 25 de diciembre de 2010, siendo sepultado en la cripta de la Catedral de Quetzaltenango.